# .tt
.tt è il dominio di primo livello nazionale assegnato a Trinidad e Tobago.
Tra gli utilizzatori del dominio .tt figurano Dropbox, IFTTT e Mitt Romney.